# Baczki (powiat węgrowski)
Baczki – wieś w Polsce położona w województwie mazowieckim, w powiecie węgrowskim, w gminie Łochów. Ma status sołectwa.
| SIMC    | Nazwa            | Rodzaj  |
| ------- | ---------------- | ------- |
| 0678699 | Kolonia Kamionna | kolonia |

W drugiej połowie XVI w. prywatna wieś szlachecka położona w powiecie kamienieckim ziemi nurskiej województwa mazowieckiego.
W 1873 roku majątek Baczki nabył Judel Perlis z Grodna. Uruchomił on odlewnię, fabrykę urządzeń rolniczych, tartak i cegielnię. Zostały wybudowane domy dla pracowników fabryk. Perlis zatrudniał około 300 pracowników pochodzących z okolicznych wsi. W 1893 Judel zmarł, a zakłady przeszły na własność jego pięciorga dzieci. W latach 30. XX wieku rodzina Perlisów przeszła na katolicyzm. W zakładach pracowało wielu Żydów, a ich społeczność przed I wojną światową liczyła 150 osób. Funkcjonowała synagoga i biblioteka.
W ciągu kilku miesięcy po zakończeniu kampanii wrześniowej na skutek przesiedleń i napływem uchodźców, liczba Żydów w Baczkach i okolicach wzrosła do 1665. W dniach 23–25 września 1942 Żydzi z Baczek i okolic zostali wywiezieni do obozu w Treblince i tam zamordowani.
W czasie okupacji niemieckiej Krystyna Michalska, mieszkająca ówcześnie w Baczkach, udzieliła pomocy Żydom Reginie i Tadeuszowi Wolpert. W 2000 roku Instytut Jad Waszem podjął decyzję o przyznaniu Krystynie Michalskiej tytułu Sprawiedliwych wśród Narodów Świata
W latach 1975–1998 miejscowość należała administracyjnie do województwa siedleckiego.
We wsi znajdują się:
- drewniany dwór z XVIII wieku, przebudowany na początku XX wieku,
- lamus (obecnie dom mieszkalny) według tradycji kaplica braci polskich z XVIII wieku[13]
- park krajobrazowy z XVIII wieku z aleją i okazami starodrzewu[14].

Wierni kościoła rzymskokatolickiego należą do parafii Niepokalanego Poczęcia NMP w Kamionnej.